# Берегись женатых мужчин
«Берегись женатых мужчин» (англ. Beware of Married Men) — чёрно-белая немая комедия 1928 года, снятая с отдельным синхронизированным звуковым сопровождением. Фильм считается утерянным. Однако сохранилась только одна катушка с плёнкой, которая хранится в UCLA Film and Television Archive.

## Сюжет
Мира Мартин, влюблённая в адвоката, специализирующегося на разводах, пытается спасти младшую сестру Хелен от разрушительного романа с женатым человеком.

## В ролях
- Айрин Рич — Мира Мартин
- Одри Феррис — Хелен Мартин
- Клайд Кук — Боттс
- Мирна Лой — Хуанита Шелдон